# Марк Евий
Марк Евий или Марк Хей (на латински: Marcus Aevius; Marcus Heius) е политик на Римската империя по времето на римския император Клавдий (41 – 54 г.).
През 42 – 45 той е префект на римската провинция Египет (Praefectus Alexandreae et Aegypti) след Луций Емилий Рект. Сменен е от Гай Юлий Постум.